# Edgar Castillo
Edgar Eduardo Castillo (Las Cruces, Nuevo México, Estados Unidos, 8 de octubre de 1986) es un futbolista estadounidense-mexicano. Juega de lateral por la izquierda. Tiene doble nacionalidad, es originario de Las Cruces, Nuevo México, pero sus padres son mexicanos de nacimiento. Pese a inicialmente haber jugado partidos amistosos para la selección mexicana, Castillo finalmente decidió cambiar de selección en junio del 2009 y representar a su país de nacimiento.

## Trayectoria
Castillo es un joven que se inició en la cantera del Club Santos Laguna. En el Clausura 2008 demostró gran nivel y se consolidó en el cuadro titular, ayudando a su equipo a ganar el campeonato. Su debut en una selección mayor ocurrió el 12 de noviembre de 2008 en Phoenix, Arizona, (Estados Unidos), jugando para México en un encuentro amistoso ante la selección de Ecuador. Entró de reemplazo por el "Kikin" Fonseca y ayudó a su equipo a alcanzar la victoria 2-1. Sin embargo, Sven-Göran Eriksson no lo incluyó en la lista final que enfrentó a la selección de Honduras el 19 de noviembre de 2008, en donde el cuadro azteca cayó 1-0. El 11 de diciembre de 2008 Castillo fue fichado por el Club América. El 12 de junio de 2009 es fichado y transferido al club Tigres UANL como refuerzo del equipo de cara hacia el Apertura 2009 y para el Bicentenario 2010 dentro del fútbol mexicano. El 23 de noviembre de 2011, Castillo se unió al Club Tijuana para jugar la temporada 2012 del fútbol mexicano. Posteriormente se anunció que llegaba a Atlas de Guadalajara para el apertura 2014.Para el Apertura 2015 , Castillo firma con Rayados de Monterrey donde se reencontraría con el director técnico con el que fue campeón de la LigaMx.
Para inicios de la temporada 2019, Castillo se unió al New England Revolution de la MLS, como intercambio por Kelyn Rowe.
El 17 de enero de 2020, Castillo fichó por el Atlanta United, luego de que New England no ejerciera su opción de compra por el jugador. Fue liberado del club al término de la temporada.

## Trayectoria internacional

### Con México
Edgar Castillo debutó con la selección de México la noche del 22 de agosto de 2007 bajo el mando de Hugo Sánchez y meses después fue despedido el 28 de marzo de 2008. Durante el mandato de Sven-Göran Eriksson Castillo se presentó en el encuentro del 12 de noviembre ante Ecuador. Siguió siendo llamado por Eriksson pero a última hora no se planteaba en ninguna alineación oficial. Meses más tarde el propio Eriksson fue despedido un 2 de abril de 2009 tras perder el encuentro eliminatorio en contra de Honduras del cual terminó en marcador de 3 goles a 1 a favor de Honduras, dicho encuentro se llevó a cabo en San Pedro Sula (Honduras) la noche anterior (1 de abril de 2009). Javier Aguirre lo convoca una sola vez pero es dejado fuera una vez más y es aquí donde muestra su inconformidad. Castillo participó en 3 duelos amistosos no oficiales bajo la FIFA. Se le llamó a eliminatorias (los cuales estos si son oficiales) pero quedaba en el banquillo.
| Lugar de encuentro      | Fecha                   | Rival     | Resultado              |
| ----------------------- | ----------------------- | --------- | ---------------------- |
| Denver, Colorado        | 22 de agosto de 2007    | Colombia  | Colombia 1 - 0 México  |
| Los Ángeles, California | 17 de octubre de 2007   | Guatemala | México 2 - 3 Guatemala |
| Tucson, Arizona         | 12 de noviembre de 2008 | Ecuador   | México 2 - 1 Ecuador   |

### Cambio de selección
El 29 de junio de 2009 Castillo confesó en una entrevista telefónica que jugaría para el combinado estadounidense si fuese de que el combinado mexicano ya no lo tomara en cuenta, declaraciones que generaron fuertes controversias en México. Los representantes de Castillo hicieron una solicitud a la FIFA y la CONCACAF pidiendo el cambio de selección poco después. Finalmente el 18 de noviembre (2009) Castillo respondió a su primer llamado oficial con las barras y las estrellas (EE. UU.). Debido a que jugó primeramente para México entre 2007 y 2008, para luego debutar con los Estados Unidos a fines de 2009. Castillo se convierte así en el segundo jugador en portar las playeras de ambos países. Así repitiendo lo que alguna vez Martín Vásquez quien de 1990 a 1992 vistió la playera tricolor y que para 1996 a 1997 vistiera la playera de las barras y las estrellas.

### Con Estados Unidos
Castillo debutó con los Estados Unidos el 18 de noviembre y bajo el mando del estadounidense Bob Bradley ante el combinado danés, entrando al minuto 62 del segundo tiempo. Los estadounidenses cayeron por marcador de 3 a 1. Pese a su esfuerzo dado en la liga mexicana esa temporada, Castillo no fue convocado a la selección estadounidense de cara al mundial de 2010.
El 3 de agosto de este 2011, Castillo fue convocado nuevamente a la selección estadounidense para disputar un partido amistoso ante nada más que México (país/selección que abandonó por reglamento de FIFA), amistoso que se realizaría el 10 de agosto y bajo las órdenes de su recién allegado técnico, el alemán Jürgen Klinsmann. Un año después, el 15 de agosto de 2012, Castillo junto al resto de la delegación norteamericana se consagran como la primera generación de futbolistas estadounidenses en obtener un triunfo sobre México en el Estadio Azteca. Dicho encuentro terminó 1 a 0 a favor de Estados Unidos.

### Participaciones en la Copa América
| Copa                           | Sede           | Resultado    |
| ------------------------------ | -------------- | ------------ |
| Copa América Centenario (2016) | Estados Unidos | Cuarto lugar |

## Clubes
| Club                     | País           | Año         |
| ------------------------ | -------------- | ----------- |
| Santos Laguna            | México         | 2005 - 2008 |
| Club América             | México         | 2008 - 2012 |
| Tigres de la UANL        | México         | 2009 - 2010 |
| San Luis Fútbol Club     | México         | 2010        |
| Puebla Fútbol Club       | México         | 2011        |
| Club Tijuana             | México         | 2012        |
| Club Tijuana             | México         | 2012 - 2014 |
| Atlas de Guadalajara     | México         | 2014 - 2015 |
| Club de Fútbol Monterrey | México         | 2015 - 2019 |
| Colorado Rapids          | Estados Unidos | 2018        |
| New England Revolution   | Estados Unidos | 2019        |
| Atlanta United           | Estados Unidos | 2020        |
| FC Cincinnati            | Estados Unidos | 2021 -      |

### Estadísticas
| Club                     | País           | Año             | Participaciones | goles |
| ------------------------ | -------------- | --------------- | --------------- | ----- |
| Santos Laguna            | México         | 2005 - 2008     | 78              | 3     |
| Club América             | México         | 2009            | 13              | 0     |
| Tigres de la UANL        | México         | 2009 - 2010     | 17              | 2     |
| San Luis                 | México         | 2010            | 2               | 1     |
| Puebla                   | México         | 2011            | 6               | 1     |
| Club América             | México         | 2011            | 7               | 0     |
| Club Tijuana             | México         | 2012 - 2014     | 90              | 1     |
| Atlas de Guadalajara     | México         | 2014 - 2015     | 38              | 1     |
| Club de Fútbol Monterrey | México         | 2015 - Presente | 43              | 1     |
| Colorado Rapids          | Estados Unidos | 2018 -          | 28              | 3     |
| New England Revolution   | Estados Unidos | 2019            | 20              | 0     |
| Atlanta United           | Estados Unidos | 2020            | 4               | 0     |
| FC Cincinnati            | Estados Unidos | 2021 -          | 14              | 1     |

## Palmarés

### Campeonatos nacionales
| Título        | Club          | País   | Año  |
| ------------- | ------------- | ------ | ---- |
| Clausura 2008 | Santos Laguna | México | 2008 |
| Apertura 2012 | Club Tijuana  | México | 2012 |
| Copa MX       | Monterrey     | México | 2017 |

### Títulos internacionales
| Título                  | Club                            | País           | Año  |
| ----------------------- | ------------------------------- | -------------- | ---- |
| Copa Oro de la Concacaf | Selección de los Estados Unidos | Estados Unidos | 2013 |